# Stradivarius Lady Blunt

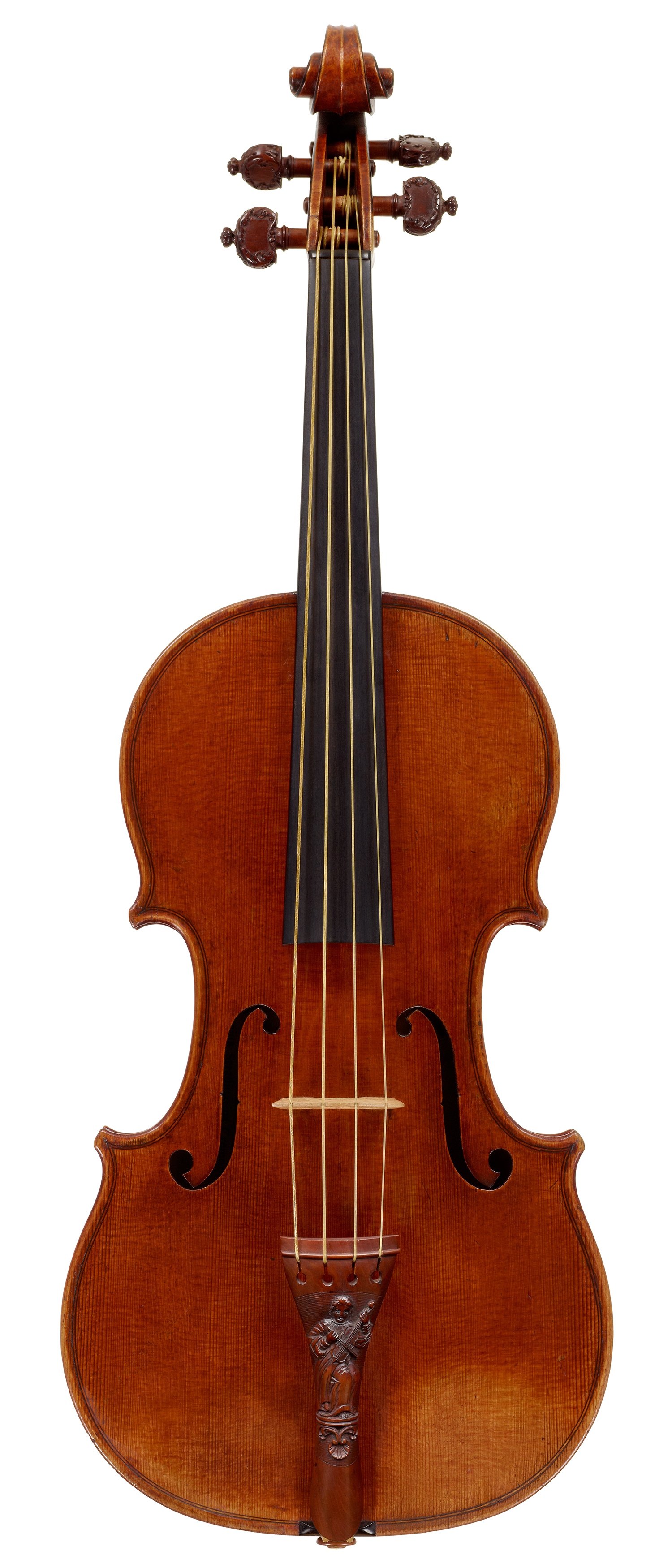
El violín Lady Blunt de 1721

El Lady Blunt es un violín Stradivarius fabricado en 1721 por el renombrado luthier italiano Antonio Stradivari. Lleva el nombre de uno de sus primeros propietarios conocidos, Lady Anne Blunt, la cofundadora británica de Crabbet Arabian Stud.

## Propiedad
El primer propietario registrado fue Jean Baptiste Vuillaume, un luthier galardonado, que encontró el violín en España en la década de 1860. Vendió el instrumento a Lady Anne Blunt, la hija de Ada Lovelace y nieta de Lord Byron. En la década de 1890, WE Hill & Sons le compró el violín y se lo vendió a un importante coleccionista.
Fue vendido en una subasta por Sotheby's en 1971 por la cantidad entonces récord de 84.000 libras esterlinas por Robert Lowe (200.000 dólares estadounidenses), propietario del violín durante casi 30 años.
En 2008 se vendió a la Nippon Music Foundation por más de 10 millones de dólares en una transacción privada.
A raíz del terremoto y tsunami de Tōhoku de 2011, el Lady Blunt se puso a la venta con fines benéficos y las ganancias se destinaron al fondo de ayuda de la Fundación Nippon. Tarisio Auctions manejó la venta en línea, recaudando casi £10 millones (US$15,9 millones), más de cuatro veces el récord de subasta anterior de un Stradivarius, cuando se vendió el violín denominado Molitor, por US$3,6 millones en 2010.

## Instrumento
El Lady Blunt es uno de los dos violines Stradivarius mejor conservados que existen. Ha sobrevivido, como el Stradivarius Mesías de 1716, en estado casi original, ya que ha residido principalmente en manos de coleccionistas y ha tenido poco uso. Fue construido sobre la forma PG, siendo un violín maduro del período dorado. El violín también conserva su mástil original. Se ha tocado muy raramente; Yehudi Menuhin lo tocó en 1971, cuando el instrumento estaba a la venta. En 2011 se describió como «el Stradivarius mejor conservado que se puso a la venta en el siglo pasado».